# Walter Hege
Walter Hege (* 12. November 1893 in Naumburg; † 29. Oktober 1955 in Weimar) war ein deutscher Fotograf, Kameramann, Maler und Regisseur sowie von 1930 bis 1935 Hochschullehrer an der Staatlichen Hochschule für Handwerk und Baukunst Weimar.

## Leben und Wirken
Der als Sohn eines Glasers geborene Hege erlernte nach der Schule zunächst das Handwerk des Dekorationsmalers. Aufgrund einer schweren Verwundung 1915 im Ersten Weltkrieg wurde er aus dem aktiven Kriegsdienst entlassen. Zwischen 1918 und 1929 studierte er Bildnisfotografie bei Hugo Erfurth an der Dresdner Kunsthochschule. Nach Abschluss des Studiums war er in Naumburg als Fotograf selbständig tätig, gab aber auch Mal- und Zeichenunterricht. Aufgrund seines künstlerischen Interesses besuchte er, parallel zu seiner beruflichen Tätigkeit, ab April 1921 die Weimarer Kunstschule. Mit seiner Scherenschnittserie Die Hussiten vor Naumburg zu dem Lied von Karl Friedrich Seyferth aus dem Jahr 1920 wurde er reichsweit bekannt.
Im architekturfotografischen Bereich publizierte Hege 1925 in Zusammenarbeit mit dem Kunsthistoriker Wilhelm Pinder, der die Texte beisteuerte, je ein Buch über den Naumburger und den Bamberger Dom. Diese beiden Bände begründeten Heges Ruf als einen der wichtigsten Bildautoren kunstgeschichtlicher Bildbände seiner Zeit.
In den 1930er Jahren war Hege, weiterhin als Partner Pinders, einer der bedeutendsten kunstreproduzierenden Fotografen im Bauwerks- und Plastikenbereich. Seine Arbeiten gelten als richtungsweisend für die Verwendung der Fotografie in der kunstgeschichtlichen Forschung. Spätere Werke, so zum Beispiel das in Zusammenarbeit mit Richard Hamann 1936 veröffentlichte Buch Olympische Kunst, bekräftigten diesen Ruf.
Vor allem als Regisseur und Kameramann betätigte sich Hege auch im Filmgeschäft. Er arbeitete unter anderem mit Leni Riefenstahl und Luis Trenker (z. B. bei Condottieri) zusammen. Während das künstlerische Werk Heges unumstritten ist, war die teils propagandistische Ausführung seiner Werke während der Zeit des Nationalsozialismus Anlass, ihn in Verbindung mit der nationalsozialistischen Weltanschauung zu bringen.
Hege heiratete am 20. März 1928 Elisabeth Margarete Gräfin von der Schulenburg aus dem Hause Wolfsburg (* 8. Juli 1892 in Ippenburg; † 30. Januar 1976 in Berlin). Ihre Kinder aus der Ehe: Reglindis Maria und Ursula Ingeborg Hege. 1947 siedelte Hege zunächst allein nach Braunschweig über, wo er weiter als Fotograf arbeitete.
Der Nachlass Heges ist auf mehrere Orte verteilt. Der größte Teil befindet sich seit 1961 in Köln und ein kleiner Teil im Deutschen Archäologischen Institut in Athen. Weitere Werke befinden sich im Bildarchiv Foto Marburg und seit 1991 im Stadtmuseum Naumburg. In Naumburg wurde Hege zu Ehren eine Straße nach ihm benannt, der Walter-Hege-Weg.
Walter Hege war auch ein Pionier in der Anwendung der Kleinbildkamera. Setzte er bei der Aufnahme der Akropolis in Athen noch eine Großformatkamera von 240 cm Länge mit einem Zeiss-Objektiv der stattlichen Brennweite von 1.200 mm ein, so verwendete er bereits in den 30er Jahren bei Aufnahmen in der Würzburger Residenz eine Contax mit Objektiven zwischen 28 und 500 mm Brennweite. Die nach dem Zweiten Weltkrieg gefertigten Aufnahmen der Plastiken Tilman Riemenschneiders entstanden weitgehend unter Verwendung einer Leica mit 135-mm-Hector-Objektiv.

## Veröffentlichungen
- zusammen mit Gerhart Rodenwaldt: 

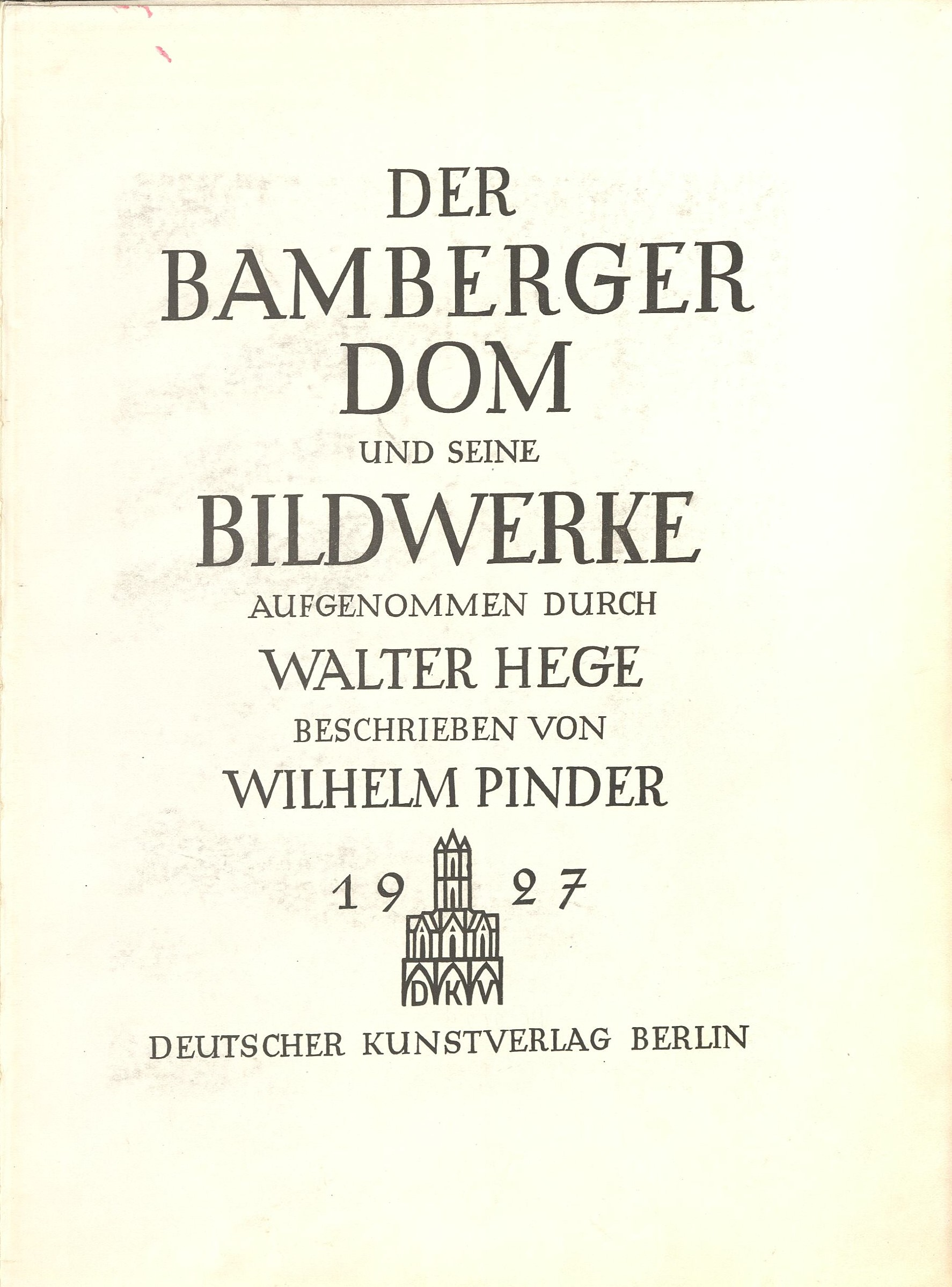
Bamberger Dom (1927)

  - Olympia, Deutscher Kunstverlag, Berlin 1936.
  - Griechische Tempel, Deutscher Kunstverlag, Berlin 1941. (2. Auflage 1951)
  - Akropolis, Deutscher Kunstverlag, Berlin 1956.
- zusammen mit Richard Hamann: Olympische Kunst, Hopfer, Burg 1936.
- zusammen mit Hans Thoma: Kronen und Kleinodien: Meisterwerke des Mittelalters und der Renaissance aus den Schatzkammern der Residenz zu München, Deutscher Kunstverlag, München und Berlin 1955.

## Auszeichnungen
- 1955: David-Octavius-Hill-Medaille der Gesellschaft deutscher Lichtbildner.